# Jacek Zieliński (kajakarz)
Jacek Zieliński (ur. 17 stycznia 1937 w Warszawie, zm. 30 listopada 1995 w Warszawie) – polski kajakarz, brązowy medalista mistrzostw Europy (1959). Przez całą karierę związany z klubem Spójnia Warszawa (1957–1969). Brat kajakarza Władysława Zielińskiego.

## Kariera sportowa

### Mistrzostwa Europy
Jego największym sukcesem w karierze był brązowy medal mistrzostw Europy w 1959 (w konkurencji K-2 500 m (razem z Władysławem Zielińskim).

### Mistrzostwa Polski
Był mistrzem Polski w konkurencjach:
- K-1 4 x 500 m – 1960 (z Ryszardem Skwarskim, Jerzym Górskim i Henrykiem Broniewiczem), 1961 (z Henrykiem Broniewiczem, Zygmuntem Zelentem i Stefanem Żarczyńskim)
- K-2 500 m – 1959, 1960, 1961 (wszystkie tytuły z Władysławem Zielińskim),
- K-2 1000 m – 1959, 1960, 1961, 1962 (wszystkie tytuły z Władysławem Zielińskim)
- K-4 500 m – 1957 (z Jerzym Majerem, Józefem Włodkowskim i Włodzimierzem Woźniakiem), 1962 (z Andrzejem Horosiem, Robertem Ruszkowskim i Stefanem Żarczyńśkim), 1965 (z Andrzejem Horosiem, Władysławem Zielińskim i Stefanem Kapłaniakiem), 1966 (z Andrzejem Horosiem, Władysławem Zielińskim i Robertem Ruszkowskim), 1968 (z Władysławem Zielińskim, Andrzejem Iwańczykiem i Stefanem Jesionowskim)
- K-4 1000 m – 1958 (z Henrykiem Broniewiczem, Zygmuntem Zelentem i Stefanem Żarczyńskim), 1962 (z Andrzejem Horosiem, RRobertem Ruszkowskim i Stefanem Żarczyńskim), 1963 (z Andrzejem Horosiem, Władysławem Zielińskim i Stefanem Żarczyńskim), 1966 (z Andrzejem Horosiem, Władysławem Zielińskim i Robertem Ruszkowskim), 1968 (z Władysławem Zielińskim, Andrzejem Iwańczykiem i Zbigniewem Niewiadomskim), 1969 (z Władysławem Zielińskim, Zbigniewem Niewiadomskim i Zbigniewem Kołosińskim)